# Mahury
Mahury – rzeka w Gujanie Francuskiej o długości 160 km. Jej głównym dopływem jest rzeka Oyak (Comté). Uchodzi do Oceanu Atlantyckiego.